# Motor Lublin (piłka nożna) w sezonie 1962/1963
Sezon 1962/1963 był dla Motoru Lublin 10. sezonem na trzecim szczeblu ligowym. W dwudziestu dwóch rozegranych spotkaniach, Motor zdobył 22 punkty i zajął trzecie miejsce w tabeli.

## Przebieg sezonu
Niespełna dwa tygodnie po zakończeniu rundy finałowej o awans do II ligi, Motor przystąpił do rozrywek sezonu 1962/1963. W pierwszej kolejce, rozegranej 18 sierpnia, drużyna lubelska wygrała na stadionie przy ulicy Kresowej z Wisłą Puławy 2:0. Trenerem Motoru w pierwszej części sezonu był Franciszek Pytel. Rundę jesienną Motor zakończył na 3. miejscu z ośmiopunktową stratą do lidera – Lublinianki.
W styczniu klub opuścił Franciszek Pytel, a zastąpił go Stanisław Rudnicki. Ponadto odeszli Paweł Mikołajczak, Józef Kasprzyk, Roman Grudziński, Maciej Famulski i Stanisław Mielniczek. Od 25 lutego do 11 marca piłkarze Motoru przebywali na obozie przygotowawczym w Kraśniku, gdzie rozegrali mecze sparingowe z Avią Świdnik (1:1), Stalą Kraśnik (0:3) i Stalą Poniatowa (7:2 i 2:1). W rundzie wiosennej w barwach Motoru grali: bramkarze Marian Bartocha i Jerzy Szabłowski oraz Edward Szafrański, Władysław Majewski, Franciszek Jakubiec, Janusz Kazanowski, Edward Widera, Ryszard Pieszek, Czesław Piechota, Wiktor Jewsiejczuk, Kazimierz Gnypek, Marian Jezierski, Bernard Pieszek, Jerzy Czerwiński, Henryk Gałda, Waldemar Iśtok, Janusz Marzec, Józef Łąbędź i Marian Ośko. Po zakończeniu służby wojskowej do drużyny powrócił Witold Sokołowski. W rundzie wiosennej trenerem był Leon Kozłowski.

## Mecze ligowe w sezonie 1962/1963
| Data                 | Przeciwnik                  | D/W | Miejsce                   | Wynik M/P | Strzelcy                                                                                    | Źródło        |
| -------------------- | --------------------------- | --- | ------------------------- | --------- | ------------------------------------------------------------------------------------------- | ------------- |
|                      |                             |     |                           |           |                                                                                             |               |
| RUNDA JESIENNA       |                             |     |                           |           |                                                                                             |               |
|                      |                             |     |                           |           |                                                                                             |               |
| 18 sierpnia 1962     | Wisła Puławy                | D   | Stadion przy ul. Kresowej | 2:0       | Jezierski 12', 75'                                                                          | [ 1 ] [ 7 ]   |
| 25 sierpnia 1962     | Technik Zamość              | W   | Zamość                    | 1:2       | Majewski ?'                                                                                 | [ 8 ]         |
| 1 września 1962      | Avia Świdnik                | D   | Stadion przy ul. Kresowej | 4:0       | Famulski ?', ?' (k), Kasprzyk ?', Radwan ?' (sam)                                           | [ 9 ] [ 10 ]  |
| 8 września 1962      | Łada Biłgoraj               | D   | Stadion przy ul. Kresowej | 7:0       | Widera ?', ?', ?', Grudziński ?', ?', Famulski ?', ?'                                       | [ 11 ] [ 12 ] |
| 16 września 1962     | Tomasovia Tomaszów Lubelski | W   | Tomaszów Lubelski         | 2:0       | Famulski 17', 83'                                                                           | [ 13 ]        |
| 23 września 1962     | Stal Kraśnik                | D   | Stadion przy ul. Kresowej | 1:3       | Famulski 23'                                                                                | [ 14 ] [ 15 ] |
| 7 października 1962  | KS Lublinianka              | D   | Stadion przy ul. Kresowej | 0:4       |                                                                                             | [ 16 ]        |
| 14 października 1962 | Hetman Zamość               | W   | Zamość                    | 1:3       | Widera ?'                                                                                   | [ 17 ] [ 18 ] |
| 21 października 1962 | Stal Poniatowa              | D   | Stadion przy ul. Kresowej | 3:0 (wo.) |                                                                                             | [ 19 ]        |
| 4 listopada 1962     | Gwardia Chełm               | W   | Chełm                     | 3:0       | Kasprzyk ?', Widera ?', A. Pieszek ?'                                                       | [ 3 ] [ 20 ]  |
| 11 listopada 1962    | Orlęta Łuków                | W   | Łuków                     | 2:2       | brak danych                                                                                 | [ 4 ]         |
|                      |                             |     |                           |           |                                                                                             |               |
| RUNDA WIOSENNA       |                             |     |                           |           |                                                                                             |               |
|                      |                             |     |                           |           |                                                                                             |               |
| 24 marca 1963        | Wisła Puławy                | W   | Puławy                    | 1:1       | B. Pieszek ?'                                                                               | [ 21 ]        |
| 4 kwietnia 1963      | Technik Zamość              | D   | Stadion przy ul. Kresowej | 4:2       | B. Pieszek ?', ?', Kazanowski ?', Jewsiejczuk ?'                                            | [ 5 ]         |
| 7 kwietnia 1963      | Avia Świdnik                | W   | Świdnik                   | 1:0       | Gałda 1'                                                                                    | [ 22 ]        |
| 11 kwietnia 1963     | Łada Biłgoraj               | W   | Biłgoraj                  | 0:1       |                                                                                             |               |
| 21 kwietnia 1963     | Tomasovia Tomaszów Lubelski | D   | Stadion przy ul. Kresowej | 0:0       |                                                                                             | [ 23 ]        |
| 27 kwietnia 1963     | Stal Kraśnik                | W   | Kraśnik                   | 2:2       | B. Pieszek ?', A. Pieszek ?'                                                                | [ 24 ] [ 25 ] |
| 5 maja 1963          | Gwardia Chełm               | D   | Stadion przy ul. Kresowej | 8:1       | Jezierski 25', ?', B. Pieszek ?', ?' (k), Gołda 30', Widera ?', · Jakubiec ?' (k), ?' (sam) | [ 26 ] [ 27 ] |
| 11 maja 1963         | KS Lublinianka              | W   | Stadion Lublinianki       | 0:2       |                                                                                             | [ 28 ]        |
| 19 maja 1963         | Hetman Zamość               | D   | Stadion przy ul. Kresowej | 6:0       | Nielipiuk ?', ?', ?', Widera ?', Sokołowski ?', Gałda ?'                                    | [ 29 ] [ 30 ] |
| 26 maja 1963         | Stal Poniatowa              | W   | Poniatowa                 | 2:3       | brak danych                                                                                 | [ 31 ]        |
| 2 czerwca 1963       | Orlęta Łuków                | D   | Stadion przy ul. Kresowej | 1:0       | Sokołowski 85'                                                                              | [ 32 ] [ 33 ] |

## Tabela lubelskiej ligi okręgowej
| Poz | Klub                        | M  | Pkt | Bz | Bs |
| --- | --------------------------- | -- | --- | -- | -- |
| 1.  | KS Lublinianka              | 22 | 41  | 71 | 13 |
| 2.  | Stal Kraśnik                | 22 | 33  | 64 | 25 |
| 3.  | Motor Lublin                | 22 | 26  | 51 | 26 |
| 4.  | Avia Świdnik                | 22 | 25  | 41 | 29 |
| 5.  | Gwardia Chełm               | 22 | 24  | 35 | 41 |
| 6.  | Łada Biłgoraj               | 22 | 24  | 35 | 53 |
| 7.  | Hetman Zamość               | 22 | 19  | 24 | 40 |
| 8.  | Wisła Puławy                | 22 | 17  | 28 | 47 |
| 9.  | Tomasovia Tomaszów Lubelski | 22 | 16  | 22 | 36 |
| 10. | Orlęta Łuków                | 22 | 16  | 31 | 51 |
| 11. | Technik Zamość              | 22 | 12  | 36 | 49 |
| 12. | Stal Poniatowa              | 22 | 11  | 29 | 57 |

Poz – pozycja, M – rozegrane mecze, Pkt – punkty, Bz – bramki zdobyte, Bs – bramki stracone